# Туношна (аеропорт)
«Ту́ношна»  (рос. Международный аэропорт Ярославль (Ту́ношна) (IATA: IAR, ICAO: UUDL)) — міжнародний аеропорт міста Ярославль. Розташований біля траси А113: за 17 км від Ярославля, за 40 км від Костроми.

## Історія
Створений на базі колишнього військового аеродрому, переданий у власність Ярославської області розпорядженням Уряду РФ від 13.08.1998 № 1038-р. Має I категорію ICAO і сертифікат МАК № 091 А-М від 19.02.2003, наказом Міністерства транспорту РФ від 18.06.2001 № 104 відкрито для міжнародних вантажних польотів. У 2003 аеродром реконструйовано, встановлено світлосигнальне обладнання — вогні високої інтенсивності «Transcon» з магнітним курсом посадки 234, вогні мало інтенсивності «Transcon» з курсом 54.

## Сучасний стан
Приймані повітряні судна: літакі Ан-124 (з частковим завантаженням), Іл-76, Ту-134, Ту-154, Airbus A319 і всі більш легкі, а також вертольоти всіх типів. Класифікаційне ЗПС (PCN) 38/R/C/X/T (максимальна злітна маса повітряного судна близько 200 тонн). З листопаду 2009 аеропорт отримав допуск на приймання й випуск повітряних суден типу Іл-96-300.
Аеропорт здатний приймати до 15-17 літаків на добу. На території аеропорту наявний пункт перепуску через державний кордон, митний пост, вантажний термінал (розрахований на обробку 150 тонн міжнародних вантажів на добу).
Пасажирський термінал в стані забезпечити відправлення до 150 пасажирів на годину.

## Авіалінії та напрямки, лютий 2021
| Авіакомпанія | Пункт призначення  |
| ------------ | ------------------ |
| Aeroflot     | Москва–Шереметьєво |
| Азимут       | Краснодар          |
| Pobeda       | Ст Петербург       |
| S7 Airlines  | Ст Петербург       |
| UVT Aero     | Казань             |

## Події та катастрофи

### 7 вересня 2011
7 вересня 2011 одразу після зльоту в аеропорту Туношна зазнав катастрофи літак Як-42, що перевозив хокейну команду «Локомотив» (Ярославль) на матч КХЛ, що мав відбутися в Мінську. Вижила одна людина. Згодом, за повідомленням агентства «Інтерфакс», з посиланням на джерело в аеропорту, стало відомо, що аеропорт Ярославля закритий для польотів через катастрофу. На облавку літака знаходились 45 людей (37 учасників команди та 8 членів екіпажу).